# Georg Albertshofer
Georg Albertshofer (* 19. Oktober 1864 in Neuburg an der Donau; † 11. August 1933 in München) war ein deutscher Bildhauer.

## Leben
Albertshofer studierte an der Kunstakademie München unter Wilhelm von Rümann und arbeitete danach für einige Jahre im Atelier von Ferdinand von Miller. Später war er in München selbständig tätig. Anfang 1910 wurde ihm der Professor-Titel verliehen.
Biografie und Werkverzeichnis sowie die noch vorhandenen Bozzetti und Modelle werden von dem Kunsthistoriker Alexander Rauch (München / Leipzig) erarbeitet, das Projekt ist noch nicht abgeschlossen.

## Werk

### Ausgeführte Arbeiten
- 1903: Kneippdenkmal in Bad Wörishofen[1][5] (enthüllt am 21. Juni 1903)
- um 1906: Steinskulptur des St. Georg am Georgsaltar in der Kirche St. Paul in München
- 1907: Kriegerdenkmal 1870/1871 in Rosenheim (eingeweiht am 23. Juni 1907; Architektur von German Bestelmeyer)

Das Denkmal stand bis 1961 am Max-Bram-Platz, dann am Innspitz, und wurde 2007 an die Herbststraße transloziert.
- 1910: Bennosäule in München (Gesamtkonzept von Bestelmeyer, Bronzeguss durch Ferdinand von Miller)
- 1910: Zentaurenbrunnen vor dem Bahnhof in Bad Reichenhall (Zentaurenfigur mit Trinkschale als Symbolfigur für die Heilkraft des Wassers)
- vor 1911: sechs Marmorfiguren (Wilhelm, Augustinus, Johannes, Paulus, Thomas und Vitus) am Dreifaltigkeitsaltar in der Kirche St. Benno in München[1][5]
- vor 1911: Stobäus-Brunnen in Regensburg (Architektur von Bestelmeyer)[8][5]
- 1911: plastischer Fassadenschmuck am Deutschen Haus auf der Internationalen Kunstausstellung Rom 1911 (Architektur von Bestelmeyer)[9]
- 1911–1915: Skulpturen im Mausoleum Graf Ernst von Dörnberg zu Herzberg auf dem Evangelischen Zentralfriedhof in Regensburg (Architektur von German Bestelmeyer)[10]
- um 1912: Löwenskulpturen am Hauptportal des Hauptzollamts in München, Landsberger Straße (Architektur von Hugo Kaiser und Otto Leitolf)[11]
- 1912: Brunnen im Geschäftshaus Dallmayr in München (Architektur von Eugen Hönig und Karl Söldner)
 Brunnen mit Skulpturengruppe in Form zweier Kinder, die einen großen Fisch halten; Für das Feinkost-Verkaufsgeschäft Dallmayr entstand in diesem Zusammenhang auch die Figur eines Knaben mit geschultertem Früchtekorb.
- vor 1915: plastischer Schmuck an der Baugruppe des Maximiliansgymnasiums und des Realgymnasiums in München-Schwabing (Architektur von Karl Höpfel)
 Skulpturen am Portal des Realgymnasiums, Eckpfeiler-Reliefs, Skulptur der „Kapitolinischen Wölfin“ mit Romulus und Remus über dem mittleren Torbogen in der Schulhof-Einfriedung[12][13]
- 1915/1916: Aeskulap mit zwei Heilwasser spendenden Najaden im Giebelfeld des Neuen Kurhauses in Aachen (Architektur von Karl Stöhr und Theodor Fischer)[14]
- 1923: Kriegerdenkmal bei der Pfarrkirche Kaufering
- 1923: Kriegerdenkmal 1914–1918 in Rosenheim, Loretoallee
 zylindrische Mauer um eine Linde, mit umlaufendem Wasserbecken, Portal mit antikisierender Skulptur
- 1924: Kriegerdenkmal mit 4 Säulen durch eine Attika miteinander verbunden in Kolbermoor
- 1924: Kriegerdenkmal als Nischenbrunnen mit Madonnenrelief am Danhauserplatz in Aichach
- 1927: Relief Flussgott Inn in Rosenheim, Hafnergasse[15]
- 1928: Fischbrunnen auf dem Ludwigsplatz in Rosenheim[16]

sowie undatiert:
- Kriegerdenkmal in der Sylvester-Kirche in München (zwei Putten aus Stein mit Kriegstrophäen, ein Kreuz flankierend)[1]

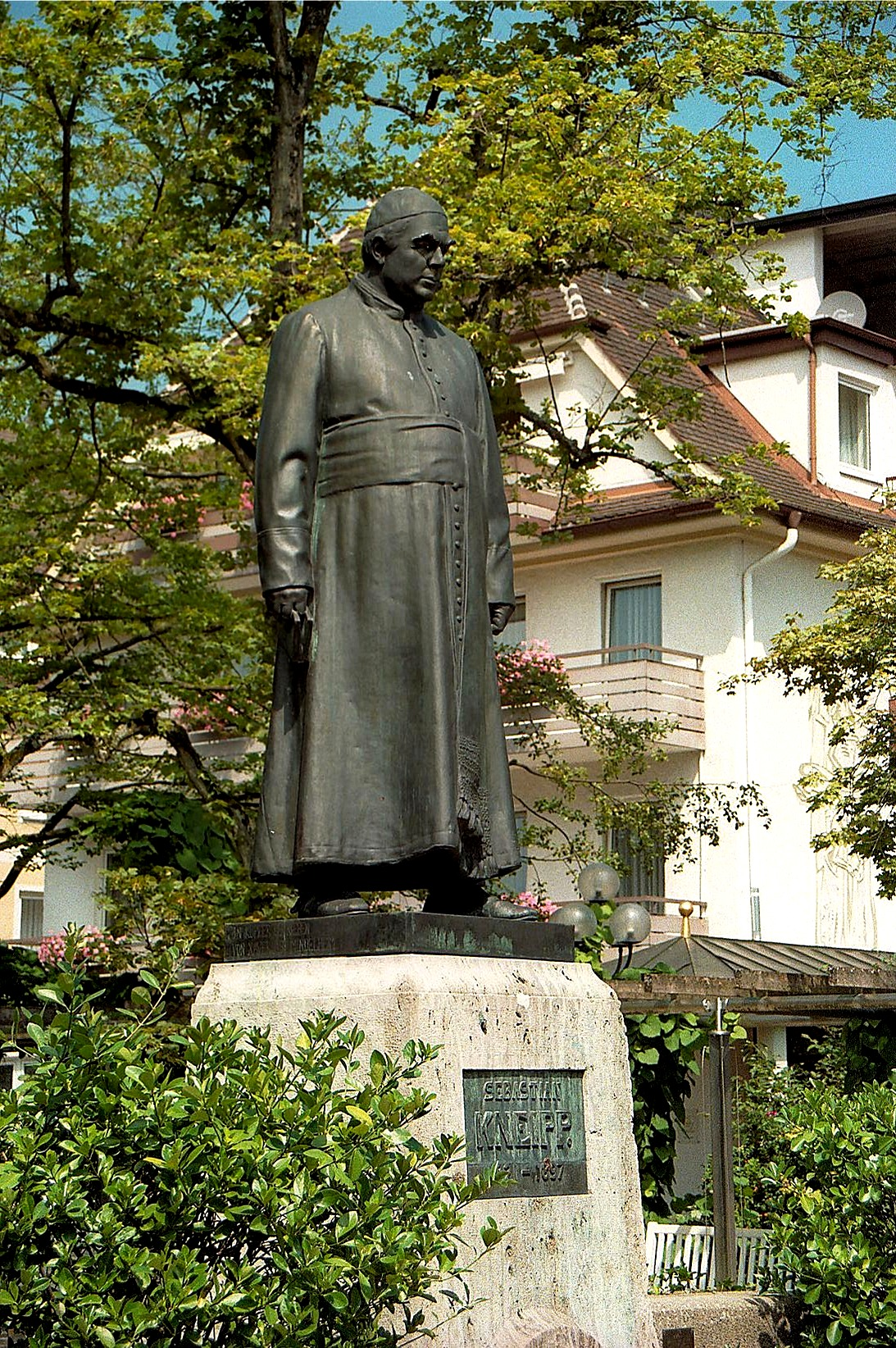
Kneippdenkmal in Bad Wörishofen
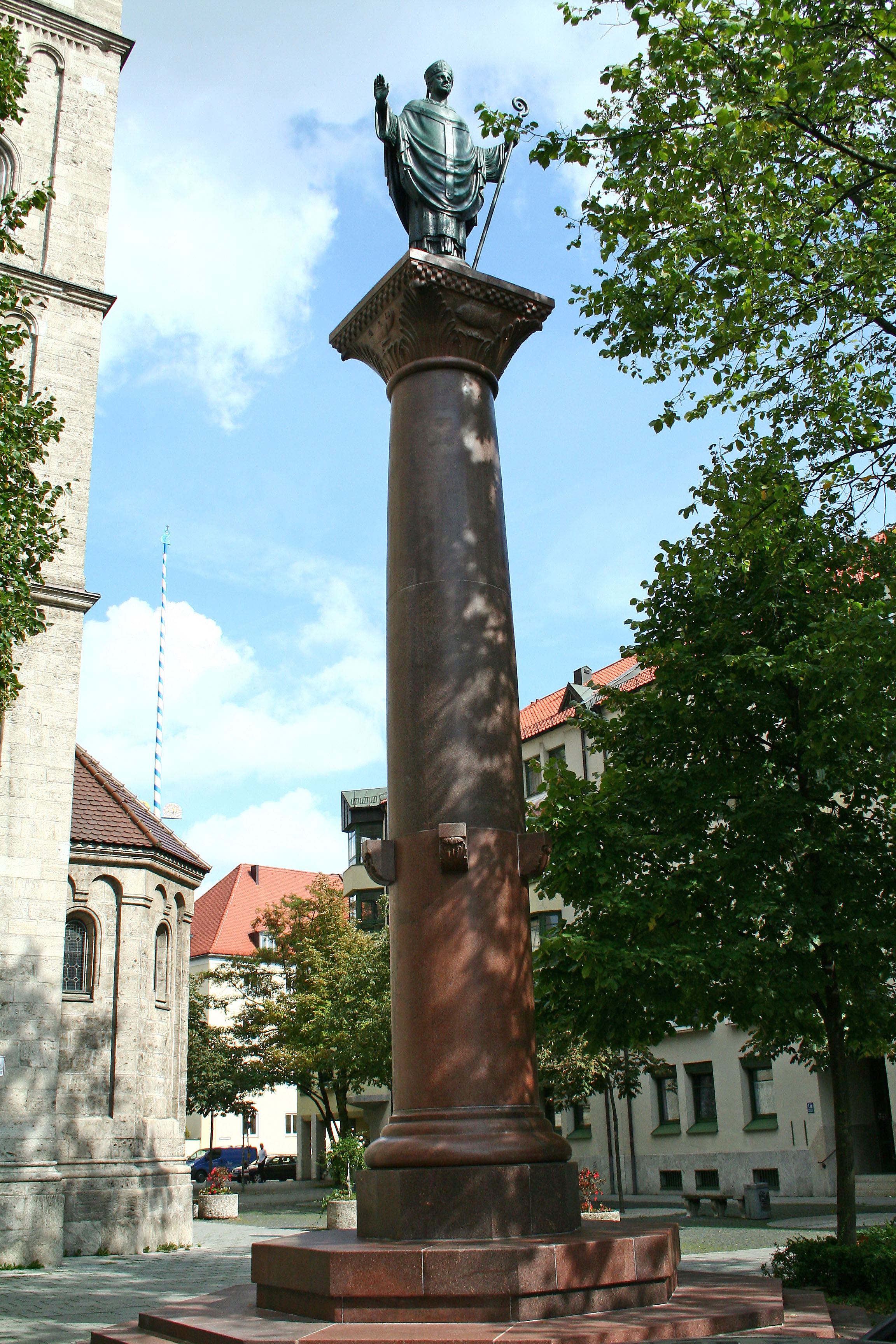
Bennosäule in München
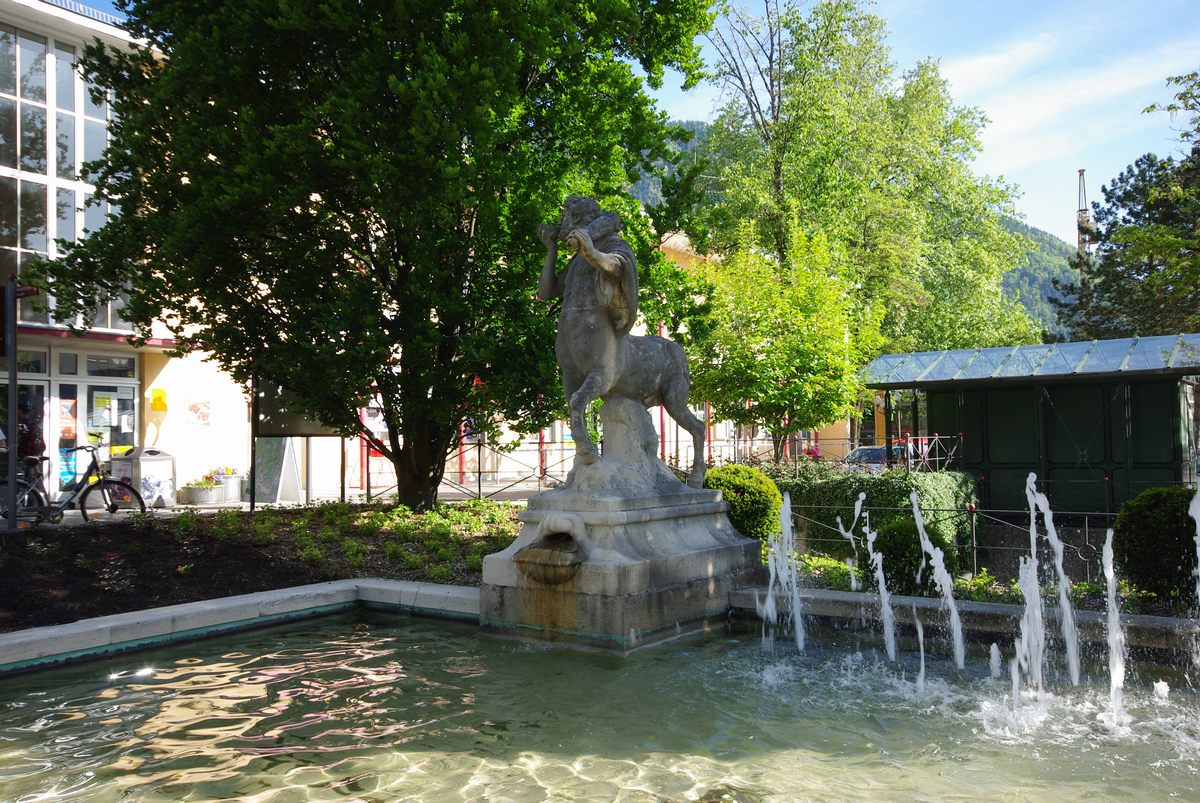
Zentaurenbrunnen in Bad Reichenhall
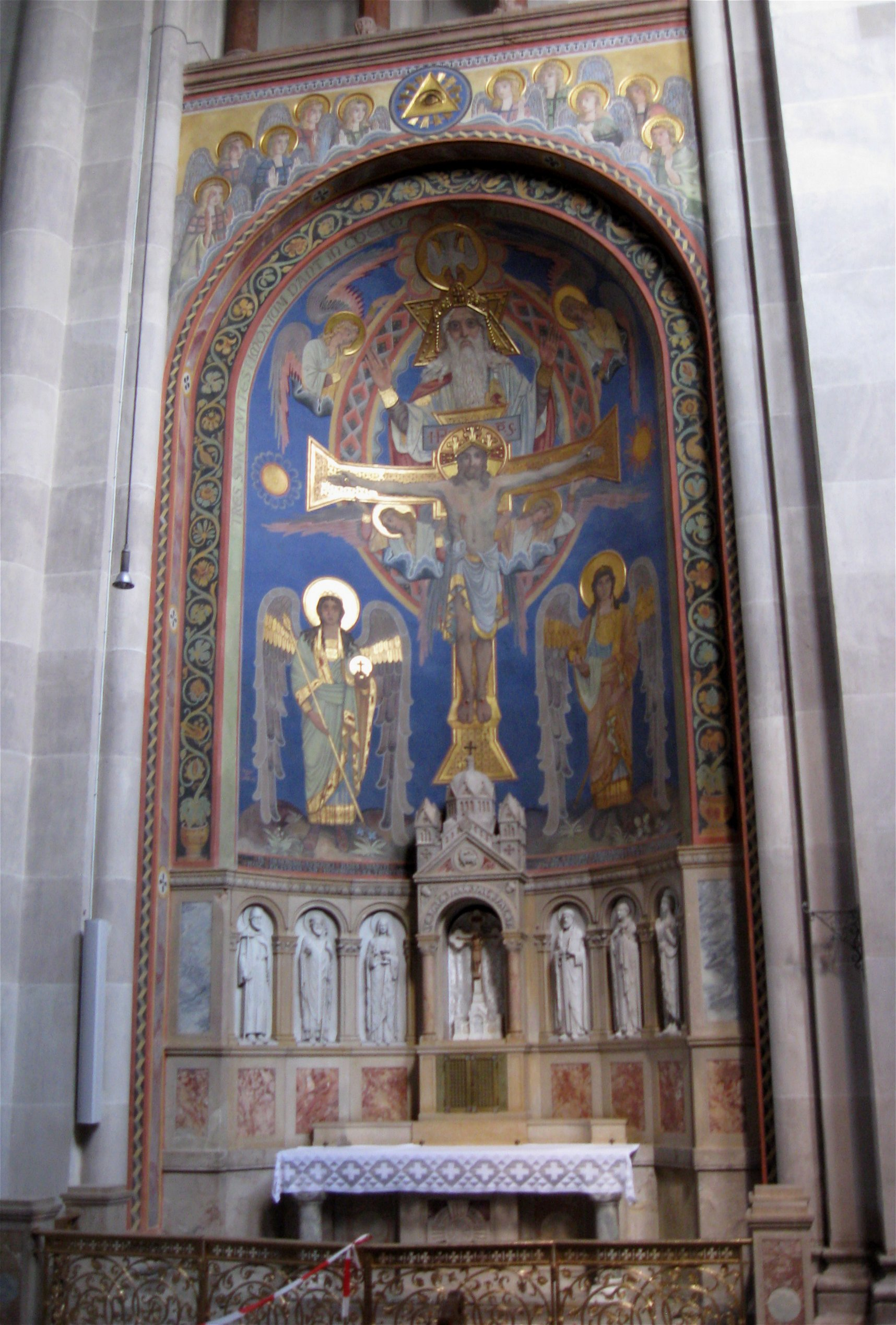
Dreifaltigkeitsaltar in der Kirche St. Benno in München
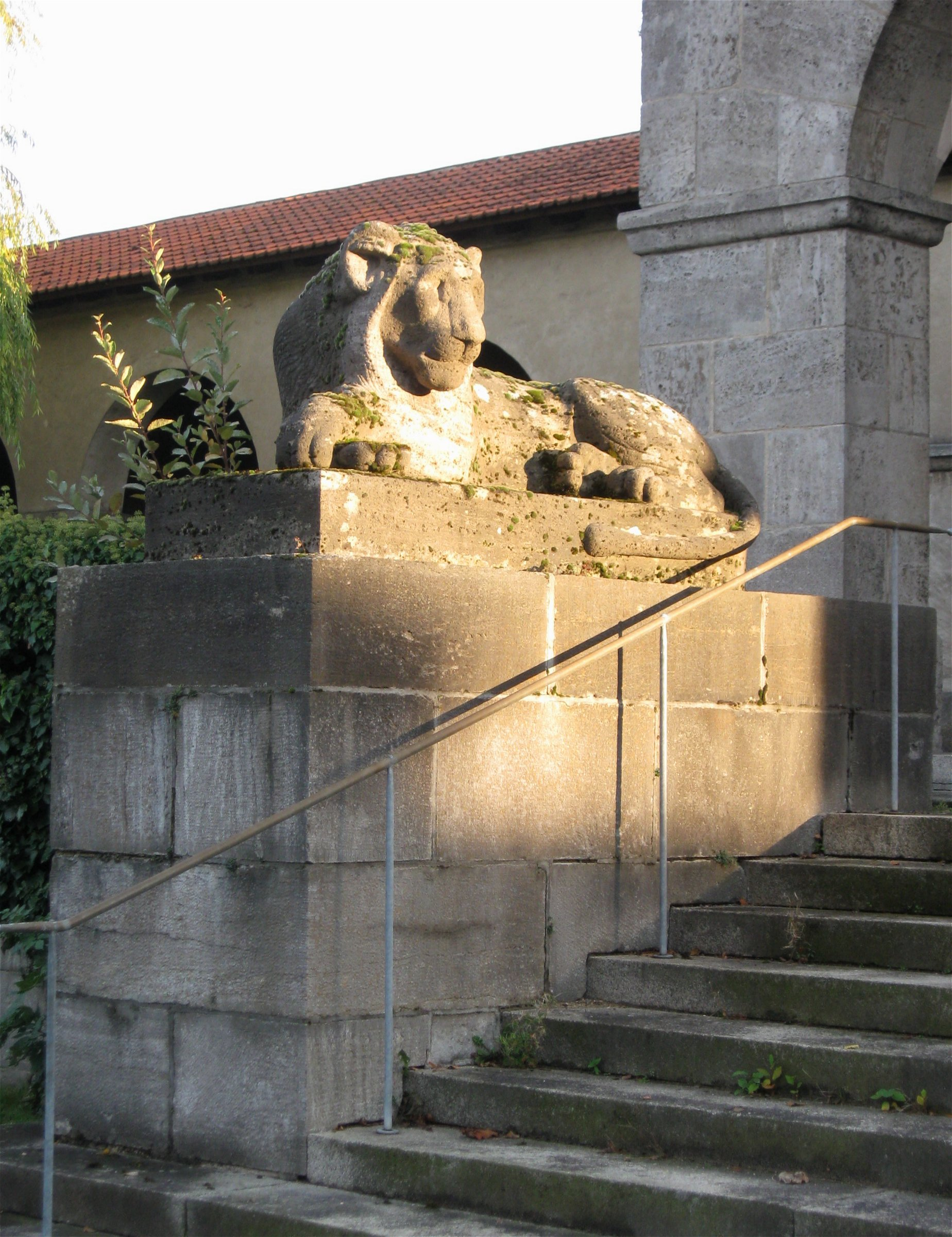
Löwe am Dörnberg-Mausoleum in Regensburg
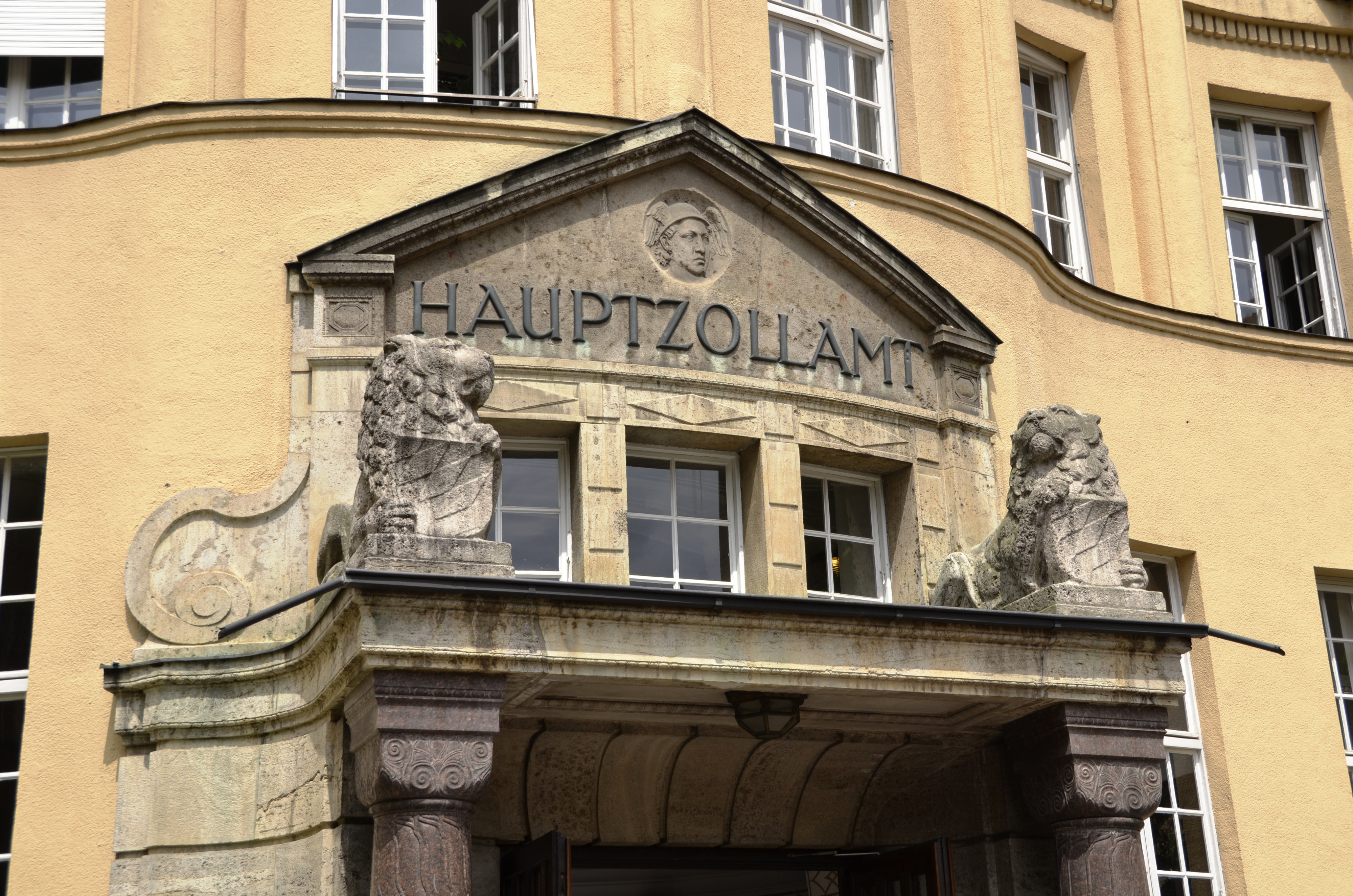
Löwen am Hauptzollamt in München
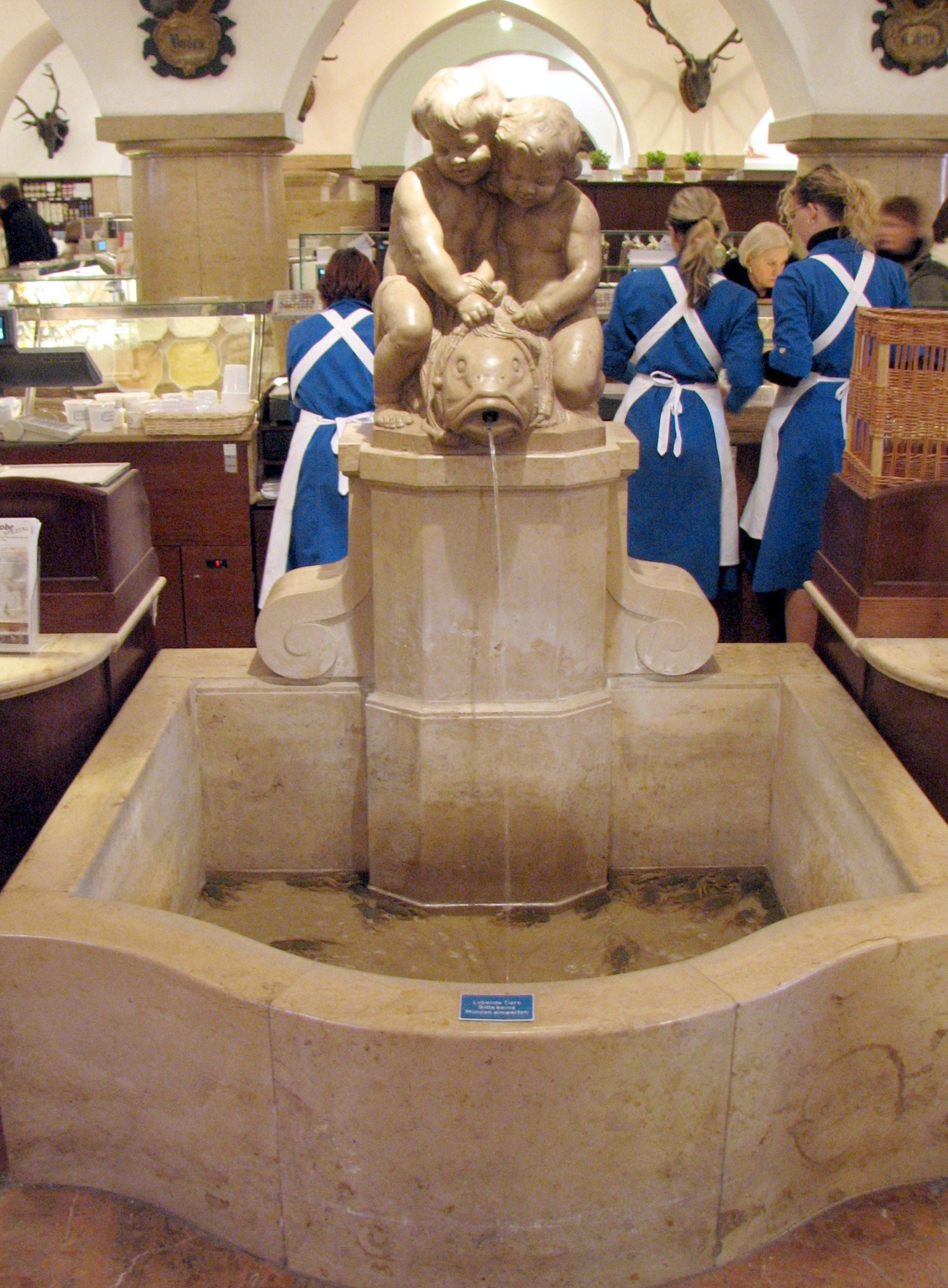
Dallmayr-Brunnen in München
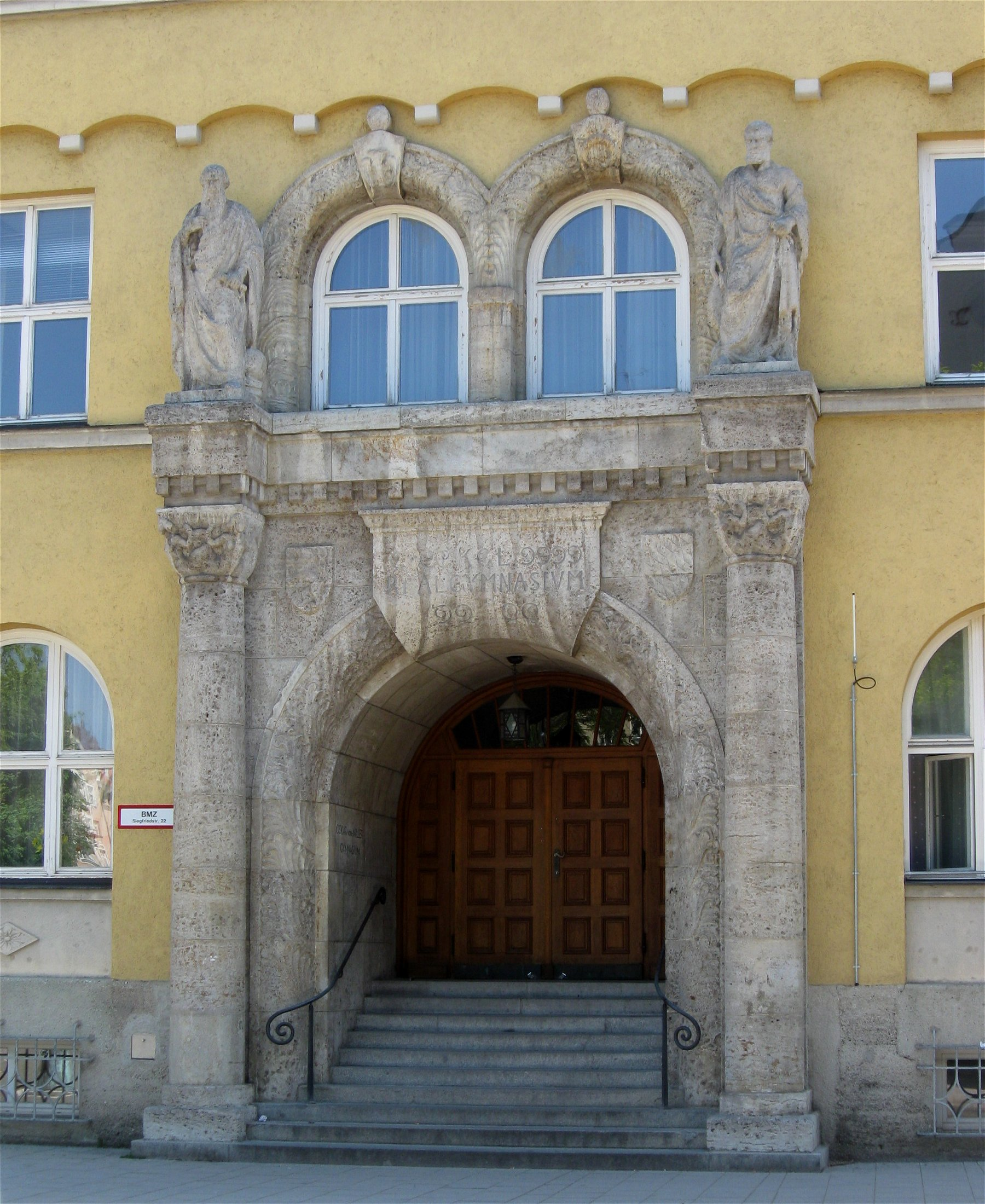
Portal des (ehem.) Realgymnasiums in München-Schwabing
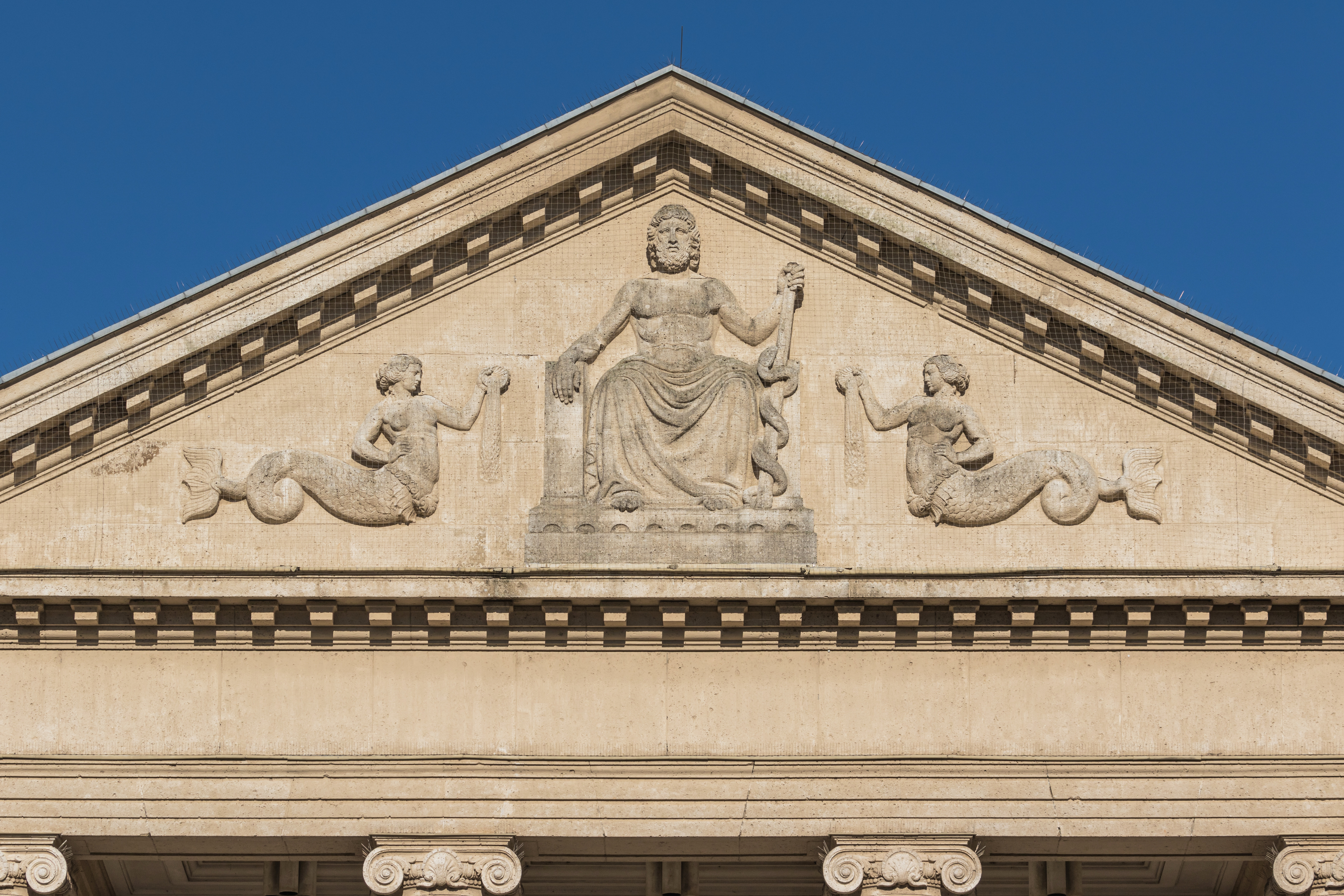
Giebelfeld des Neuen Kurhauses in Aachen
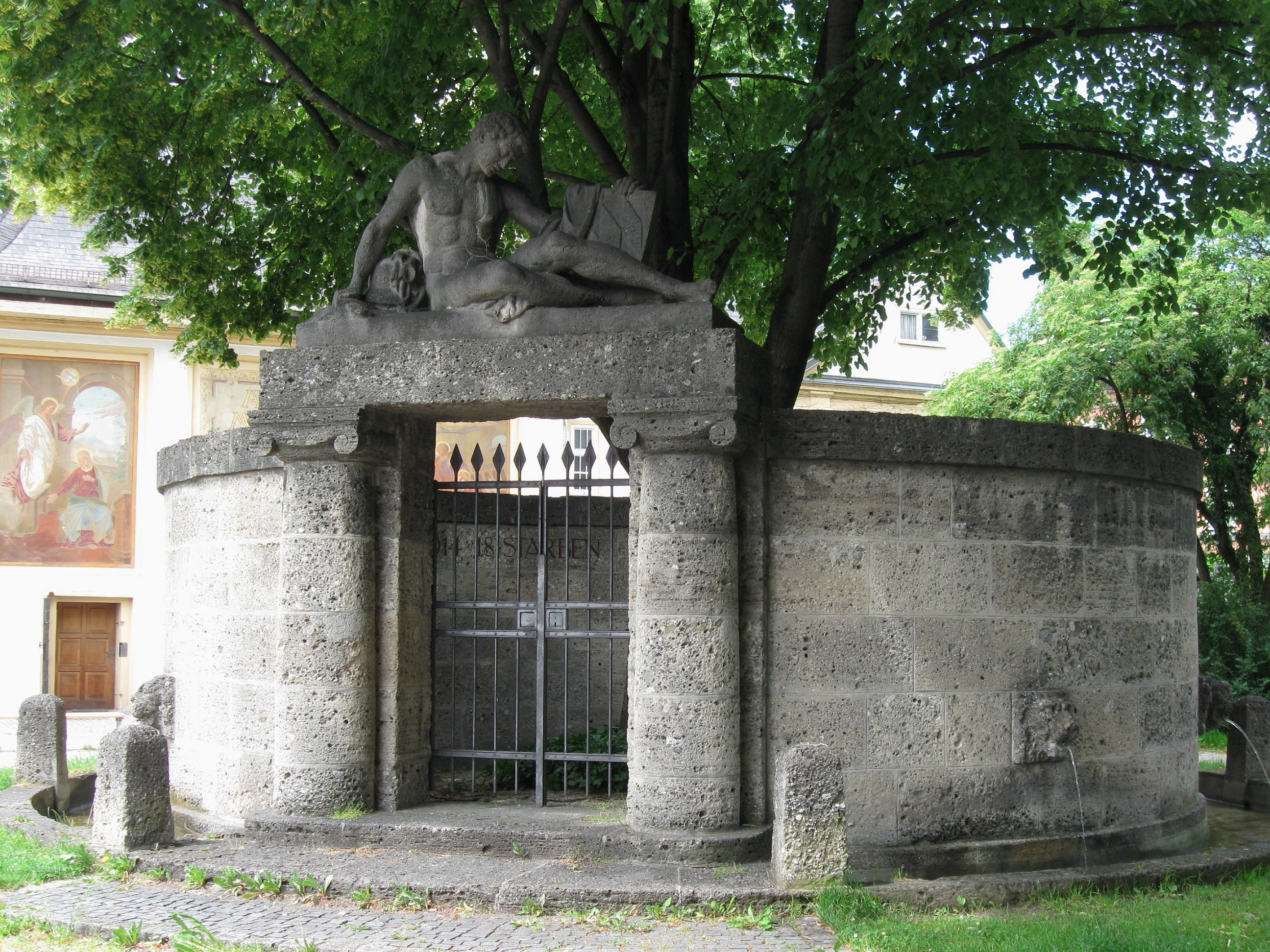
Kriegerdenkmal 1914–1918 in Rosenheim

### Entwürfe
- 1894: Wettbewerbsentwurf für einen Monumentalbrunnen in Kulmbach (prämiert mit dem 2. Preis)[17]
- 1895: Wettbewerbsentwurf für ein Ludwig-Richter-Denkmal in Dresden (prämiert mit dem 3. Preis)[18]
- 1913–1920: Wettbewerbsentwurf für ein Elias-Holl-Denkmal in Augsburg
 Der Wettbewerb wurde 1913 ausgelobt, aber erst 1920 entschieden. Albertshofers Entwurf erhielt einen von zwei 1. Preisen, ausgeführt wurde jedoch der Entwurf von Bildhauer Resch und Architekt Landauer.[19]